# Nemesysco
Nemesysco (en hebreu: נמסיסקו) és una empresa israeliana que fabrica detectors de mentides i altres productes, basant-se en l'anàlisi de veu. Els detectors, són majorment utilitzats en els aeroports d'Israel i Rússia per companyies d'assegurances i en les línies d'ajuda de la seguretat social en el Regne Unit. Va haver-hi molta discussió sobre el dret a la privacitat, i si el seu funcionament és científic o no. El director general és Amir Liberman i el president executiu és David Ofek. El seu mètode s'anomena "anàlisi de la veu per capes" (LVA per les seves sigles en anglès (Layered Voice Analysis), és un tipus d'anàlisi de l'estrès de la veu humana.
Les autoritats locals de Regne Unit han usat els detectors de mentides de Nemesysco en les línies d'ajuda de la seguretat social britànica. Això va generar crítiques per no publicar els resultats de les proves, i per acusar usuaris innocents però nerviosos.